# NGC 4765
NGC 4765 is een spiraalvormig sterrenstelsel in het sterrenbeeld Maagd. Het hemelobject werd op 17 april 1786 ontdekt door de Duits-Britse astronoom William Herschel.

## Synoniemen
- UGC 8018
- MCG 1-33-20
- ZWG 43.54
- ARAK 391
- VV 366
- IRAS 12507+0444
- PGC 43775